# Oonops
Oonops és un gènere d'aranyes araneomorfes de la família dels família dels oonòpids (Oonopidae). Fou descrit per primera vegada l'any 1835 per Templeton.
La seva distribució és principalment per Amèrica, Europa (fins a Rússia) i el nord i est d'Àfrica. Una espècie, O. pulcher, no només es troba a Europa i Àfrica del Nord, sinó també a Tasmània, encara que no hi ha cap espècie a la part continental australiana. O. triangulipes es troba a la Micronèsia. O. caecus és endèmic de Lesotho, i O. leai ho és de l'illa Lord Howe.

## Sistemàtica
Segons el World Spider Catalog amb data del 2018, Oecobius te reconegudes les següents 50 espècies:
- Oonops acanthopus Simon, 1907 — Brasil
- Oonops alticola Berland, 1914 — Àfrica de l'Est
- Oonops amacus Chickering, 1970 — Trinidad
- Oonops amoenus Dalmas, 1916 — França
- Oonops aristelus Chickering, 1972 — Antigua
- Oonops balanus Chickering, 1971 — Índies Orientals
- Oonops caecus Benoit, 1975 — Lesotho
- Oonops citrinus Berland, 1914 — Àfrica de l'Est
- Oonops cubanus Dumitrescu & Georgescu, 1983 — Cuba
- Oonops cuervus Gertsch & Davis, 1942 — Mèxic
- Oonops domesticus Dalmas, 1916 — Europa Occidental fins a Rússia
- Oonops ebenecus Chickering, 1972 — Puerto Rico
- Oonops erinaceus Benoit, 1977 — St. Helena
- Oonops figuratus Simon, 1891 — St. Vincent, Veneçuela
- Oonops gavarrensis Bosselaers, 2017 - Espanya
- Oonops globimanus Simon, 1891 — St. Vincent, Veneçuela
- Oonops hasselti Strand, 1906 — Escandinàvia
- Oonops itascus Chickering, 1970 — Trinidad
- Oonops leai Rainbow, 1920 — Illa Lord Howe
- Oonops leitaoni Bristowe, 1938 — Brasil
- Oonops longespinosus Denis, 1937 — Algèria
- Oonops longipes Berland, 1914 — Àfrica de l'Est
- Oonops loxoscelinus Simon, 1893 — Veneçuela
- Oonops lubricus Dalmas, 1916 — França
- Oonops mahnerti Brignoli, 1974 — Grècia
- Oonops minutus Dumitrescu & Georgescu, 1983 — Cuba
- Oonops oblucus Chickering, 1972 — Jamaica
- Oonops olitor Simon, 1910 — Algèria
- Oonops ornatus Chickering, 1970 — Panamà
- Oonops persitus Chickering, 1970 — Panamà
- Oonops petulans Gertsch & Davis, 1942 — Mèxic
- Oonops placidus Dalmas, 1916 — França
  - Oonops placidus corsicus Dalmas, 1916 — França, Itàlia
- Oonops procerus Simon, 1882 — França, Espanya
- Oonops propinquus Dumitrescu & Georgescu, 1983 — Cuba
- Oonops pulcher Templeton, 1835 — Europa fons a Ucraïna, Nord d'Àfrica, Tasmània
  - Oonops pulcher hispanicus Dalmas, 1916 — Espanya
- Oonops pulicarius Simon, 1891 — St. Vincent, Veneçuela
- Oonops reddelli Gertsch, 1977 — Mèxic
- Oonops reticulatus Petrunkevitch, 1925 — Costa Rica, Panamà, Puerto Rico, Trinidad
- Oonops ronoxus Chickering, 1971 — I. Verges
- Oonops rowlandi Gertsch, 1977 — Mèxic
- Oonops sativus Chickering, 1970 — Trinidad
- Oonops sicorius Chickering, 1970 — Curaçao
- Oonops stylifer Gertsch, 1936 — USA
- Oonops tectulus Chickering, 1970 — Trinidad
- Oonops triangulipes Karsch, 1881 — Micronèsia
- Oonops tubulatus Dalmas, 1916 — Portugal, Algèria
- Oonops vestus Chickering, 1970 — Trinidad
- Oonops viridans Bryant, 1942 — Puerto Rico